# Locomotiva Basarabeasca

Logo-ul anterior

FC Locomotiva Basarabeasca este club de fotbal din Basarabeasca, Republica Moldova. Clubul a fost fondat în 1995 și a evoluat 2 sezoane în Divizia Națională între anii 1996-1998. În prezent clubul evoluează în Divizia "B" Sud. Echipa își dispută meciurile de acasă pe Stadionul Basarabeasca, ce are o capacitate de 1500 de locuri.

## Palmares
- Divizia "A" (1): 1995-96
- Cupa Moldovei

Semifinalistă: 1992